# 佐賀線
佐賀線（さがせん）は、かつて佐賀県佐賀市の佐賀駅と福岡県山門郡瀬高町（現・みやま市）の瀬高駅を結んでいた日本国有鉄道（国鉄）の鉄道路線（地方交通線）である。1980年（昭和55年）制定の国鉄再建法により、第2次特定地方交通線に指定され、国鉄分割民営化直前の1987年（昭和62年）3月28日に全線が廃止された。

## 路線データ
- 管轄：日本国有鉄道
- 区間（営業キロ）：佐賀 - 瀬高 24.1km[1]
- 軌間：1067mm
- 駅数：13（うち信号場1。起終点駅を含む）
- 電化区間：なし（全線非電化）
- 複線区間：なし（全線単線）
- 閉塞方式：タブレット閉塞式
- 廃止時の交換可能駅：諸富駅、筑後大川駅、筑後柳河駅

## 歴史
鉄道敷設法別表第113号に規定する予定線「佐賀県佐賀ヨリ福岡県矢部川、熊本県隈府ヲ経テ肥後大津ニ至ル鉄道及隈府ヨリ分岐シテ大分県森附近ニ至ル鉄道」の一部である。矢部川は現在の瀬高、隈府は菊池市であり、さらに豊肥本線の肥後大津へ、隈府からは分岐線が久大本線の豊後森に至ると言う計画であった。矢部川からは東肥鉄道（後に九州肥筑鉄道と改称）が熊本県南関までを開業、分岐線もその一部（恵良 - 肥後小国間）が国鉄宮原線として開業したが、いずれも佐賀線廃止より前に廃止されている。
また、佐賀線開通前に矢部川 - 柳河間で1911年（明治44年）より軽便鉄道の柳河軌道が営業を行っていたが、佐賀線開通に際して廃止補償を受ける形で、矢部川 - 筑後柳河間開業後の1932年（昭和7年）2月21日に廃止となった。
当線は諸富 - 筑後若津間で筑後川を、筑後若津 - 筑後大川間で花宗川を渡ることになったが、通常の橋では大型船舶の航行に支障を来たす恐れがあるため、筑後川に架かる筑後川橋梁（通称筑後川昇開橋・全長506m）は、列車通過時以外は橋桁中央部を23m上昇させることが出来る可動橋（昇開橋）とし、花宗川に架かる花宗川橋梁（全長64m）は橋桁を両側に75度跳ね上げることの出来る跳開橋（跳ね橋）とした。佐賀線廃止後、花宗川橋梁は撤去されたが、筑後川橋梁は保存され、国の重要文化財に指定されている。
沿線の福岡県大川市一帯は家具産業が盛んで、佐賀線からも全国へ向けて出荷されていた。また、諸富駅から味の素九州工場への引込線が1970年代頃まで存在するなど、沿線住民にとっても欠かせない路線であった。1961年ダイヤ改正（いわゆるサンロクトオ）には、当線経由で熊本駅と長崎駅を結ぶ準急「ちくご」が1日1往復設定された。
しかし、併走する国道208号に諸富橋・大川橋が完成するなどモータリゼーションの影響で乗客は減少するようになり、貨物もトラック輸送へと移行して行った。1968年には「鉄道の使命を終えた路線」として赤字83線に指定されている。その際は廃止を免れたが、1980年10月1日国鉄ダイヤ改正で急行「ちくご」（1966年に準急から格上げ）は廃止。同年成立の国鉄再建法による特定地方交通線に指定され、当線も廃止・バス転換された。

### 年表
- 1931年（昭和6年）9月24日 矢部川 - 筑後柳河間 (8.6km) を佐賀線として新規開業。三橋駅・筑後柳河駅を新設[2]。
- 1933年（昭和8年）6月17日 筑後柳河 - 筑後大川間 (5.4km) 延伸開業。筑後大川駅を新設[3]。
- 1935年（昭和10年）5月25日 佐賀 - 筑後大川間 (10.0km) を延伸開業し全通[4][5]。同時に起終点を逆転させ鹿児島線の部から長崎線の部に変更。諸富駅・南佐賀駅を新設。気動車運転開始[6]
- 1936年（昭和11年）6月18日 筑後川信号所を新設。
- 1937年（昭和12年）6月10日 百町駅を新設。
- 1938年（昭和13年）
  - 3月30日 筑後若津駅を新設。
  - 9月10日 光法駅を新設。
- 1939年（昭和14年）9月11日 東佐賀駅を新設。
- 1942年（昭和17年）4月1日 矢部川駅が瀬高町駅に改称。
- 1944年（昭和19年）11月11日 光法駅、百町駅が休止[7]。
- 1947年（昭和22年）
  - 2月11日 光法駅と百町駅が営業再開[8]。
  - 5月1日 筑後川信号所を信号場に改める。
- 1956年（昭和31年）
  - 1月10日 東大川駅を新設。
  - 4月10日 瀬高町駅を瀬高駅に改称。
  - 4月11日 一部列車に気動車を投入[9]。
  - 5月1日 列車を気動車に全て置換（無煙化）[9]。
- 1961年（昭和36年）10月1日 当線経由で熊本駅 - 長崎駅間を運行する準急列車「ちくご」運行開始。
- 1966年（昭和41年）3月5日 「ちくご」が急行列車に格上げ。
- 1976年（昭和51年）2月19日 佐賀駅高架移転により、佐賀 - 東佐賀間を改キロ (+0.1km)[10]。
- 1980年（昭和55年）10月1日 急行列車「ちくご」が運行終了。
- 1984年（昭和59年）6月22日 第2次特定地方交通線として廃止承認。
- 1987年（昭和62年）3月28日 全線 (24.1km) を廃止し、西日本鉄道・堀川バス・佐賀市営バスに転換[1]。

## 運行形態
当時、旅客の面では、開業当初は蒸気機関車牽引による客車列車であったが、戦後間もない頃からガソリン動車を導入、ディーゼルカーに置き換え後は、1982年（昭和57年）までは早岐（1976年（昭和51年）までは佐賀）機関区のキハ17系3両編成が基本で朝方のみ唐津運輸区（1983年（昭和58年）までは東唐津気動車区）のキハ35系2両編成も使用され、1983年（昭和58年）以降ではキハ17系から置換わったキハ40系3両編成でも運行された。
廃止末期では1日10往復程で、一部唐津線西唐津駅から4両編成で出発し、佐賀駅にて2両編成に分割後、前2両は瀬高駅行へ、後2両は折返して西唐津駅行となる列車（片道のみ）や、瀬高駅に到着後、折返して鹿児島本線に乗り入れし、羽犬塚駅へ向かう列車も設定されていた（当時は、国鉄矢部線と車両が共通運用されていたため）。
また1日1往復ではあったが急行「ちくご」が1961年（昭和36年）から1980年（昭和55年）まで長崎機関区のグリーン車を含むキハ58系4両編成で熊本駅 - 長崎駅間を運行しており、佐賀線内では筑後大川駅と筑後柳河駅に停車していたが、両駅ともにホームの有効長が3両分しかなかったため、1両のドアは締切扱いであった。なお急行「ちくご」は長崎本線上の佐賀駅 - 長崎駅間を気動車急行「いなさ」や「出島」と併結して運行されていた。

## 駅一覧
接続路線の事業者名・駅の所在地は佐賀線廃止時点のもの。
| 駅名         | 駅間 キロ | 営業 キロ | 接続路線                       | 所在地 | 所在地                       |
| ------------ | --------- | --------- | ------------------------------ | ------ | ---------------------------- |
| 佐賀駅       | -         | 0.0       | 日本国有鉄道：長崎本線・唐津線 | 佐賀県 | 佐賀市                       |
| 東佐賀駅     | 2.3       | 2.3       |                                | 佐賀県 | 佐賀市                       |
| 南佐賀駅     | 1.7       | 4.0       |                                | 佐賀県 | 佐賀市                       |
| 光法駅       | 1.5       | 5.5       |                                | 佐賀県 | 佐賀市                       |
| 諸富駅       | 2.3       | 7.8       |                                | 佐賀県 | 佐賀郡諸富町（現・佐賀市）   |
| 筑後川信号場 | -         | 9.0       |                                | 福岡県 | 大川市                       |
| 筑後若津駅   | 1.5       | 9.3       |                                | 福岡県 | 大川市                       |
| 筑後大川駅   | 0.8       | 10.1      |                                | 福岡県 | 大川市                       |
| 東大川駅     | 2.5       | 12.6      |                                | 福岡県 | 大川市                       |
| 筑後柳河駅   | 2.9       | 15.5      |                                | 福岡県 | 山門郡三橋町（現・柳川市）   |
| 百町駅       | 3.3       | 18.8      |                                | 福岡県 | 山門郡三橋町（現・柳川市）   |
| 三橋駅       | 1.3       | 20.1      |                                | 福岡県 | 山門郡三橋町（現・柳川市）   |
| 瀬高駅       | 4.0       | 24.1      | 日本国有鉄道：鹿児島本線       | 福岡県 | 山門郡瀬高町（現・みやま市） |

筑後柳河 - 百町間で西鉄大牟田線（現・天神大牟田線）と同線矢加部駅の下で交差していたが、佐賀線に駅は設けられていなかった。

## 廃線跡の状況
瀬高駅・佐賀駅にはそれぞれ佐賀線用0番ホームが今も残存している（佐賀駅は3番のりばを名乗っていた）。佐賀駅から東進する長崎本線の高架には佐賀線の部分がすぐに切れるものの残っており、カーブしながら地上へ降りて行く高架橋も長らく放置されていたが2008年（平成20年）3月より撤去が始まり、隣接している駐車場拡張用地に転用された。地上に降りた地点から東佐賀駅跡までは用地は一般道路に転用されている。瀬高駅ではホームは当時のままだが、線路部分が自転車置場に転用されている。
東佐賀駅は築堤上にあったが現在は築堤の土砂は除去された。東佐賀駅 - 南佐賀駅までは築堤に並行する道路がある区間は長らく更地のまま残され、並行する道路の無い区間が先行して都市計画道路として転用・供用されていた。2013年（平成25年）5月に残りの区間も都市計画道路への転用が完成し、供用開始された。南佐賀駅から筑後川橋梁（諸富町側）までは自転車専用道路「徐福サイクルロード」となっている。筑後川橋梁から花宗川橋梁跡手前まで遊歩道兼一般道として整備され、そこから筑後大川駅跡手前まで福岡県道767号線になる。筑後大川駅の少し先から大川市大坂井付近までは有明海沿岸道路となっており、自動車専用道路となっている。それより先、筑後柳河駅までは未整備で築堤などの設備が残っている。また、筑後柳河駅のホーム等設備の一部は「学童農園むつごろうランド」に移転されたが、2019年後半頃に老朽化のため撤去された。跡地は公園として整備されている。そこから矢部川橋梁跡地付近まで、一般道となっている。矢部川橋梁跡から先は、田になっている。しかし、一部撤去・整備されずに線路が土の中に埋まっている箇所や、用水路を渡っていたと思われるガーダー橋も存在する。
- 佐賀市東佐賀町の市道に転用された区間
- 徐福サイクリングロード
- むつごろうランドにかつて遺されていた筑後柳河駅の施設の一部
- 筑後柳河駅の線路とプラットホームの屋根
- 矢部川橋梁跡。瀬高駅方面を望む。
- 佐賀駅に残る佐賀線用のプラットフォーム
- 佐賀駅に残る車止め
- 佐賀駅 - 東佐賀駅間の高架線路跡。右側は現在も使用されている長崎本線の高架線路。

## 代替バス
佐賀線廃止以前から佐賀（佐賀駅バスセンター） - 柳川（西鉄柳川駅）間では西日本鉄道（西鉄バス）及び佐賀市交通局が、柳川 - 瀬高間では堀川バスが佐賀線に並行する形でバスを運行しており、これらの路線が佐賀線の代替バス路線となった。
佐賀線廃止に伴って西鉄・堀川バス・佐賀市交通局が転換交付金にて購入したバスで瀬高 - 佐賀間を直通する急行バスを共同運行していたが1990年代に廃止されており、現在では瀬高 - 佐賀間をバスで移動する場合は西鉄柳川駅で乗換えなければならない。2022年（令和4年）9月現在でも佐賀市内のバス停には運行会社として「堀川」の文字が残るものが少数だが残っている。

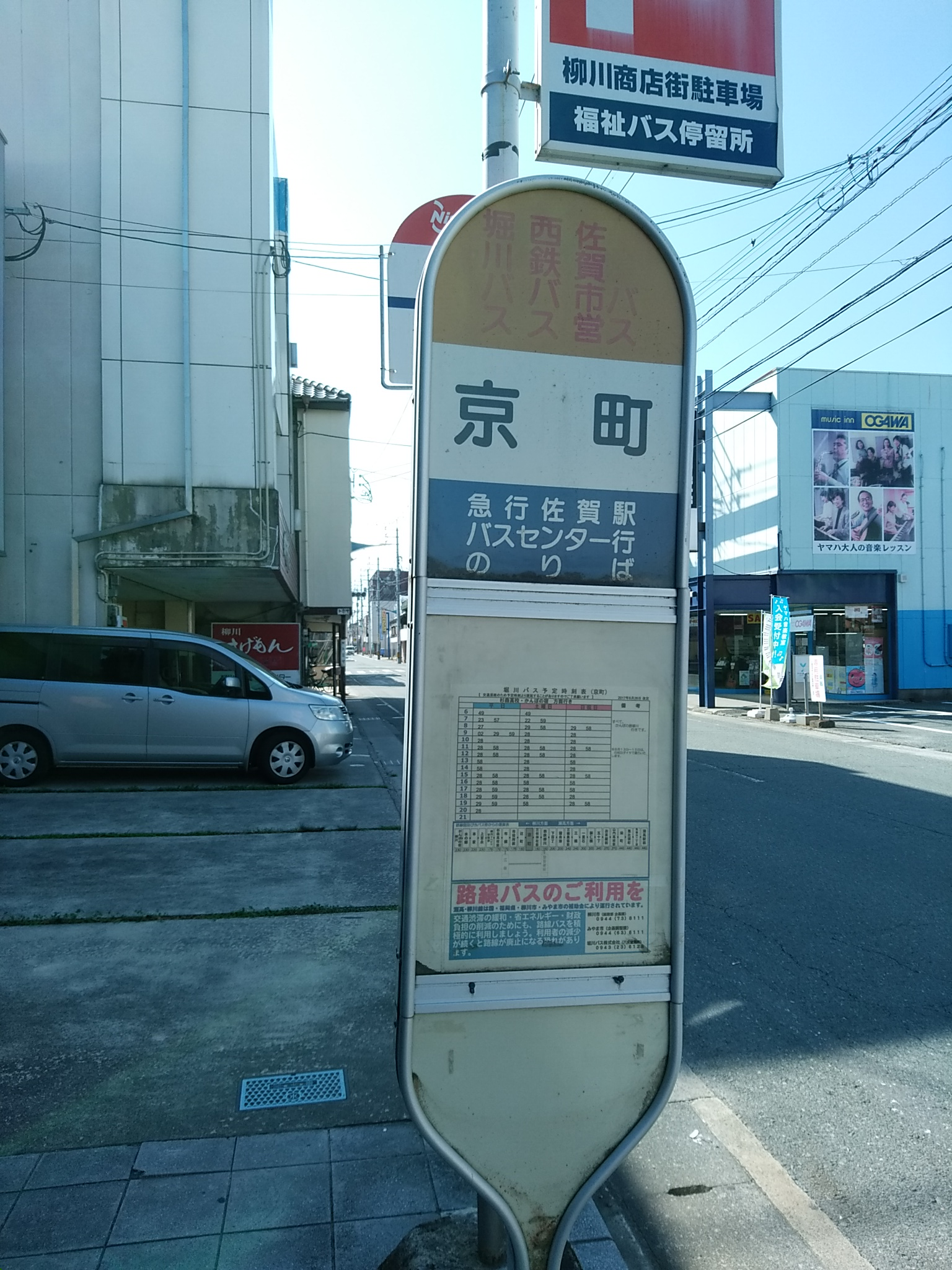
2019年9月現在においても瀬高 - 佐賀間を直通する急行バスで使われていたバス停をそのまま堀川バスが継続して使っている。

現在では佐賀駅バスセンター - 西鉄柳川駅間に西鉄バス久留米が、西鉄柳川駅 - 瀬高駅間に堀川バスが路線バスを運行している。佐賀市交通局は西鉄バスと相互乗入と言う形で、西鉄柳川駅 - 佐賀駅間で路線バスを運行していたが、1998年（平成10年）7月28日に廃止され、西鉄バス単独運行となった。ただし佐賀市内の佐賀駅バスセンター - 諸富間では佐賀市交通局の他系統の路線バスが運行されている。
西鉄バス並びに堀川バスは西鉄柳川駅で天神大牟田線西鉄福岡（天神）駅方面の特急と接続する体系で全便が運転されており、かつて運行していた準急バスも全バス停に停車する形に改められるなど、西鉄電車へのフィーダー輸送と化している。ちなみに2005年（平成17年）頃まで西鉄バスの正面方向幕には「準急」の表示が残されていた車両が存在していた。